# Землетрясение на Байкале (1862)
Землетрясе́ние на Байка́ле 1862 года (известно как Цага́нское землетрясение) — трёхдневное землетрясение, достигшее наибольшей силы 11 января 1862 года (31 декабря 1861 года по старому стилю) около 14:00 часов по местному времени. Эпицентр, силой 10 баллов, находился в северо-восточной части дельты реки Селенги. Подземные толчки, интенсивностью в 8 баллов, ощущались в Иркутске. Также толчки различной силы регистрировались в Тунке, Верхнеудинске, Илимске, Киренске и в Монголии, частично были затронуты границы Китая.

## Описание

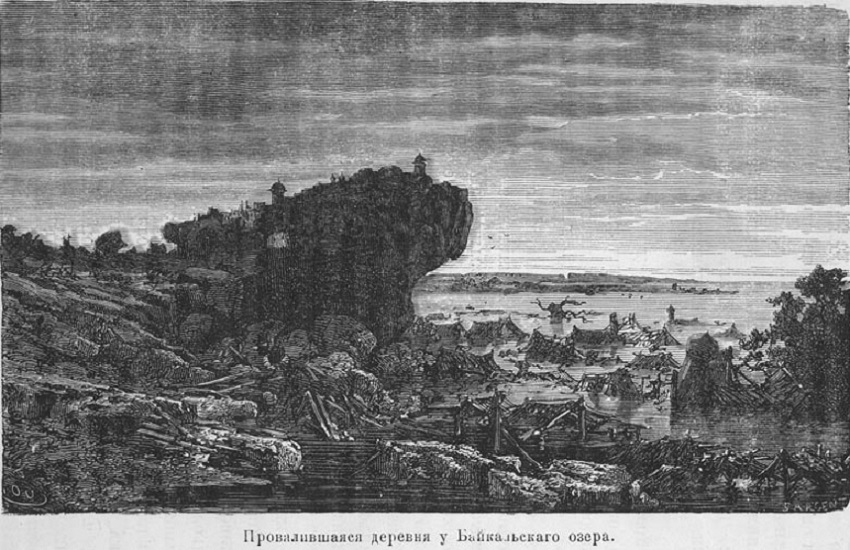
«Провалившаяся деревня у Байкальского озера»
(1868)

Землетрясение получило название Цаганского по одноимённой степи на восточном берегу Байкала, часть которой, площадью 230 км², ушла под воду, а на её месте образовался залив Провал.
Первые толчки произошли вечером 9 января. Вторые последовали 10 января. Третьи и наиболее сильные толчки пришлись на 11 января. В 14 часов послышался сильный подземный гул, после чего через образовавшиеся трещины во льду Байкала вода стала медленно затапливать Цаганскую степь с 5 улусами, в которых находилось 310 домов и 357 юрт. Пострадало приблизительно 1300 жителей пяти бурятских улусов. Погибло 3 человека и 17 тысяч голов скота.

Иркутск сотрясало 10 и 11 января. «Иркутская летопись» так описывает это событие: 
В 2 ч. 18 м. пополудни раздался сильный удар землетрясения, продолжавшийся минуты две. В городе закачались и затрещали все строения, колокола звонили во всех церквах сами собою, люди не могли держаться на ногах. На реках Ангаре и Ушаковке был сильный шум и треск от ломающегося льда…
Цаганское землетрясение стало первым сейсмическим событием в Восточной Сибири, последствия которого изучались на достаточно высоком научном уровне. Основные работы по изучению землетрясения были проведены членами Сибирского отдела Императорского Русского географического общества.